# Jakob Erckrath de Bary
Johan Jakob Erckrath de Bary (ur. 10 marca 1864 w Offenbach am Main, zm. 14 sierpnia 1938 w Seligenstadt) – szermierz reprezentujący Cesarstwo Niemieckie, złoty medalista olimpijski.
Na olimpiadzie letniej w Atenach w 1906 roku Niemcy w składzie: Gustav Casmir, Jakob Erckrath de Bary, August Petri i Emil Schön zwyciężyli w zawodach szabli drużynowej. Był tam też piąty w szpadzie drużynowej, a we florecie indywidualnym dotarł do półfinałów. Na rozgrywanych dwa lata później igrzyskach olimpijskich w Londynie był piąty w szpadzie drużynowej i szabli drużynowej, a w turniejach indywidualnych odpadł w pierwszej rundzie. Brał też udział w igrzyskach olimpijskich w Sztokholmie w 1912 roku, zajmując siódme miejsce w szabli drużynowej.
Był członkiem komisji sędziowskiej podczas igrzysk olimpijskich w Amsterdamie (1928), igrzysk olimpijskich w Los Angeles (1932) i igrzysk olimpijskich w Berlinie (1936).
Oprócz szermierki uprawiał też gimnastykę, strzelectwo, wioślarstwo i tenisa. W 1911 został jednym z założycieli Niemieckiego Związku Szermierki (niem. Deutscher Fechter-Bund), do 1926 piastując funkcję prezydenta. Był również jednym z założycieli Międzynarodowej Federacji Szermierczej.